# Теория за социално научаване
Подходът към социалното учене на Алберт Бандура допълва теорията за социалното учене на Ротър. Той обяснява начините, по които хората придобиват разнообразие от сложни поведения в социална среда.
Основната идея на Бандура е за ученето чрез наблюдение. Последващият анализ на имитацията на Нийл Милър и Джон Долард осигурява трамплина за Бандура.

## Основни понятия
Бандура приема, че съществува реципрочно взаимоотношение между поведението, личностните променливи и променливите на средата. Хората не са просто ръководени от вътрешни сили, нито са пионки в ръцете на някакви явления на средата. Ние сме повлияни, но на свой ред упражняваме влияние. Бандура твърди, че огромна част от ученето при хората включва моделиране, наблюдение и имитация. Фактически той твърди, че голяма част от човешкото учене се осъществява без обичайното подкрепление, което изискват принципите на оперантното и класическото кондициониране. Хората могат да учат и при отсъствие на награди и наказания. Това обаче не означава, че подкреплението нерелевантно. В действителност, след като поведението е научено, подкреплението е много важно при определяне на това дали то ще се появи.

## Когнитивен акцент
За да обясни феномените на ученето чрез наблюдение, Бандура приема, че ние използваме символни репрезентации на събитията от средата. Без такава символна дейност е трудно да се обясни изключителната гъвкавост на човешкото поведение. Неговата теза е, че поведенческите промени, появяващи се както чрез класическо и инструментално обуславяне, така и чрез затихване и наказание, са активно опосредствани от когнициите. В човешкото поведение от критично значение са и саморегулаторните процеси. Хората регулират своето поведение, като си представят последствията от него. Така взаимоотношенията между стимула и реакцията са повлияни от тези процеси на самоконтрол.

## Оценка
Работата на Бандура е имала огромно значение за разработването на нови подходи към терапевтичната интервенция и в частност придобиването на нова когнитивна и поведенческа компетентност чрез моделиране. Чрез моделирането и ръководеното участвие пациентите могат да бъдат научени на нови умения, както и да се справят с омаломощаващи страхове.